# Katka (film, 2010)
Katka je český časosběrný dokumentární film z roku 2010 režisérky Heleny Třeštíkové.

## Děj
Snímek mapuje čtrnáct let života mladé narkomanky Katky. Natáčení započalo v roce 1996, když devatenáctiletá Katka sní o normálním životě, rodině a štěstí. Její příběh ale nemá šťastný konec a postupně je na tom Katka po všech stránkách hůř a hůř. 

## Vydání
Premiéru v kinech měl 25. února 2010 a vidělo ho v českých kinech přes 117 000 diváků. Na Slovensku dokument vidělo cca 17 tisíc diváků, čímž se stal divácky nejúspěšnějším dokumentem v dosavadní historii samostatného Slovenska.[zdroj⁠?!]
Dokument byl uveden i na festivalech ve Švédsku, Finsku, Polsku, Německu, Londýně, New Yorku, Makedonii, Nizozemsku a Jižní Koreji.[zdroj⁠?!]
V roce 2011 obsadil třetí příčku mezi nejsledovanějších pořady na ČT2. Televizní premiéru sledovalo 427 000 diváků.[zdroj⁠?!]

## Ocenění
- 2010[1][2]
  - Český lev – Helena Třeštíková (Nejlepší dokumentární film)
  - Ceny české filmové kritiky – Helena Třeštíková (Nejlepší dokumentární film)